# La Mano de Punta del Este
La mano es una escultura de cinco dedos emergiendo en arena, localizada en la parada 1 de la playa Brava en Punta del Este, Uruguay. Se lo refiere coloquialmente como Los dedos u Hombre emergiendo a la vida.
Es una famosa escultura, convertida en símbolo en el popular balneario turístico Punta del Este desde su acabado en febrero de 1982, además de transformarse en uno de los puntos de referencia más reconocibles de Uruguay.

## Historia
La escultura fue hecha por el artista chileno Mario Irarrázabal durante el verano de 1982, mientras estaba asistiendo a la Primera Reunión Internacional de Escultura Moderna al Aire Libre en Punta del Este.
Había nueve escultores y él era el más joven. Hubo una pelea por los lugares asignados, que estaban en una plaza pública, e Irarrázabal decidió hacer su escultura en la playa.
Aunque Irarrázabal tuvo el verano entero para completar el proyecto, consiguió acabarlo en seis días, a pesar de afrontar retrasos menores debido al fuerte viento del suroeste que es común en Punta del Este. Los dedos de plástico fueron reforzados con barras de hierro, enrejado de metal, y un solvente resistente a la degradación cubriendo el plástico en el exterior.
Durante ese verano, escultores de alrededor del mundo trabajaron en sus creaciones en la playa, pero solamente la de Irarrázabal continúa en la playa hoy. La escultura le valió a Irarrázabal aclamo mundial y es popularizada por fotografías de turistas y reproducciones en postales. Más tarde hizo réplicas similares o exactas de la escultura para la ciudad de Madrid en 1987, en el Desierto de Atacama en Chile en 1992 y en Venecia en 1995.
Durante el Gran Premio de Punta del Este de 2010, los organizadores de la carrera le colocaron un guante a los Dedos.
El ePrix de Punta del Este de 2015 realizó la ceremonia del podio al lado de los Dedos.
En enero de 2025, la obra fue vandalizada.

### Galería

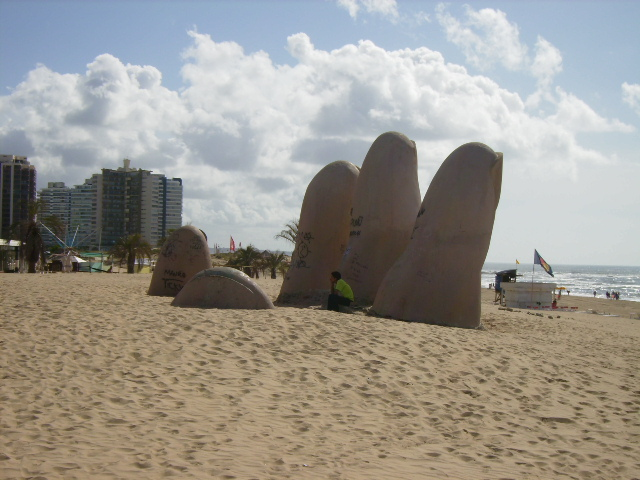
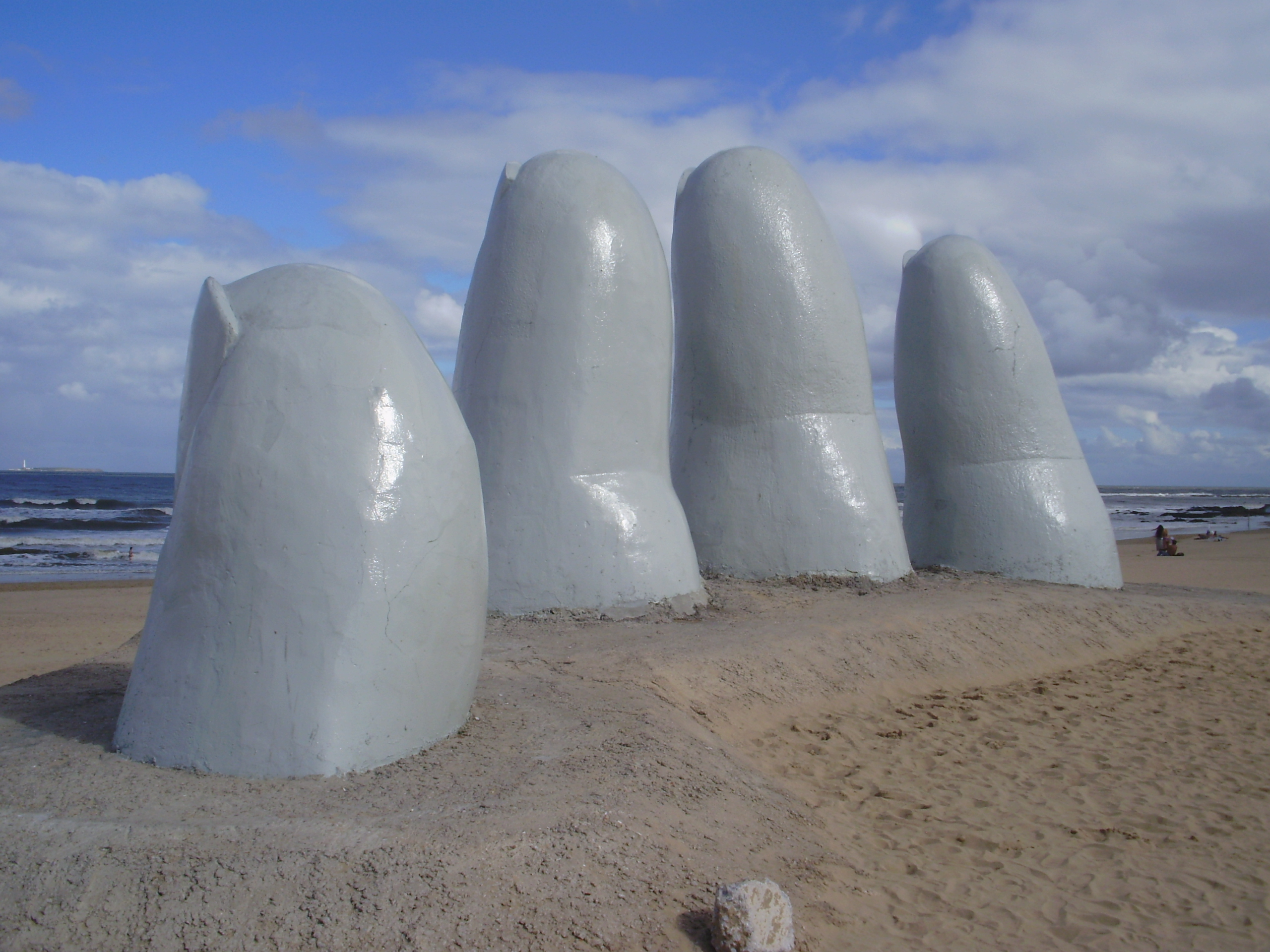
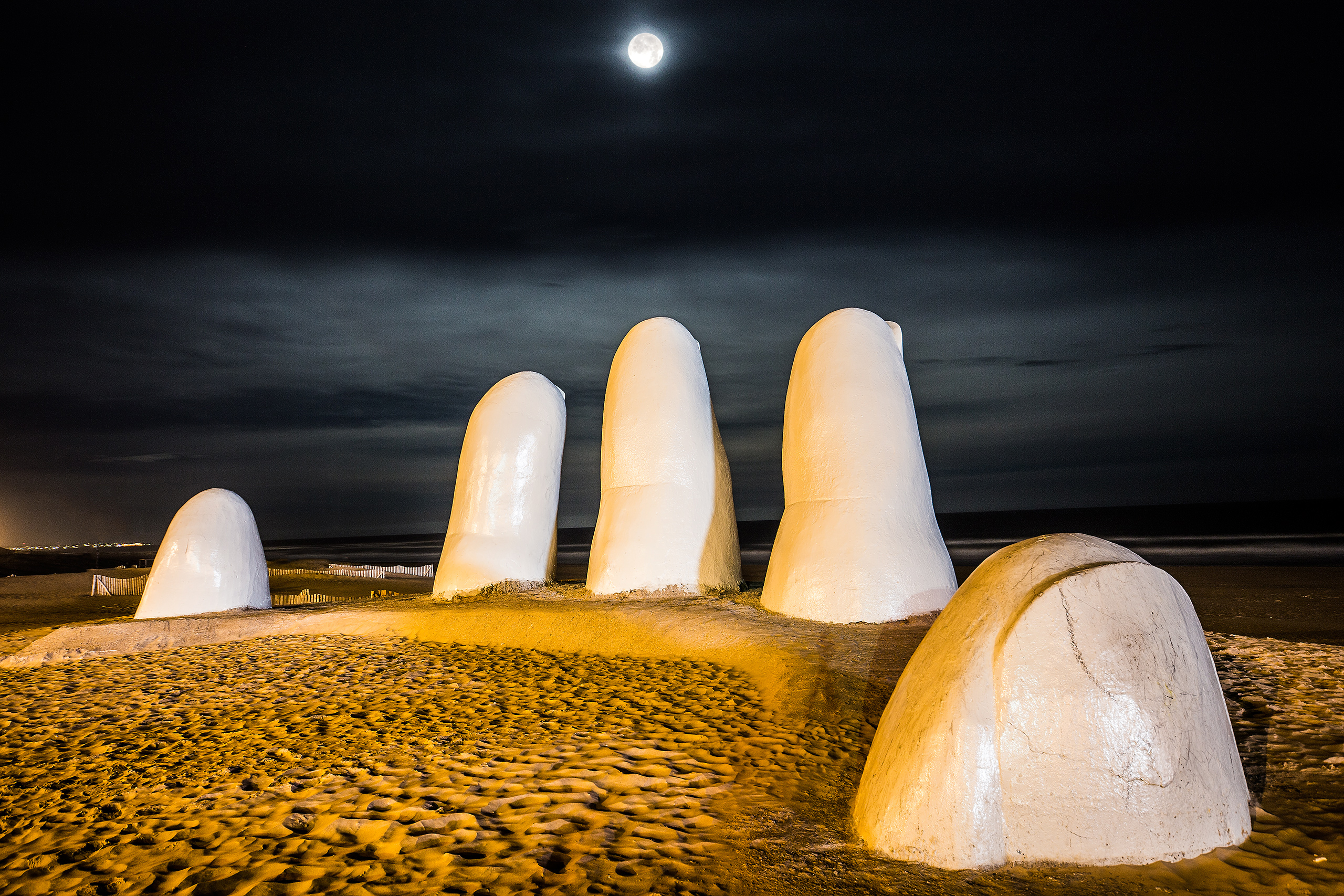
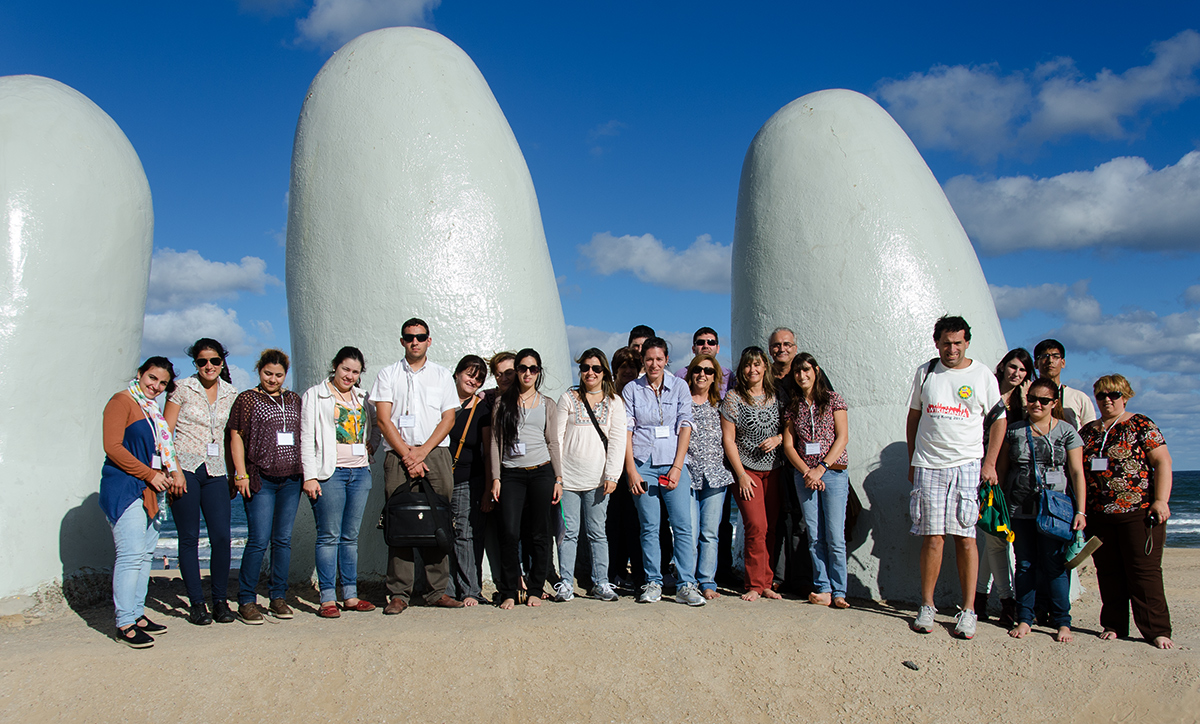
Proyecto Wikipedia en la Educación en 2014.
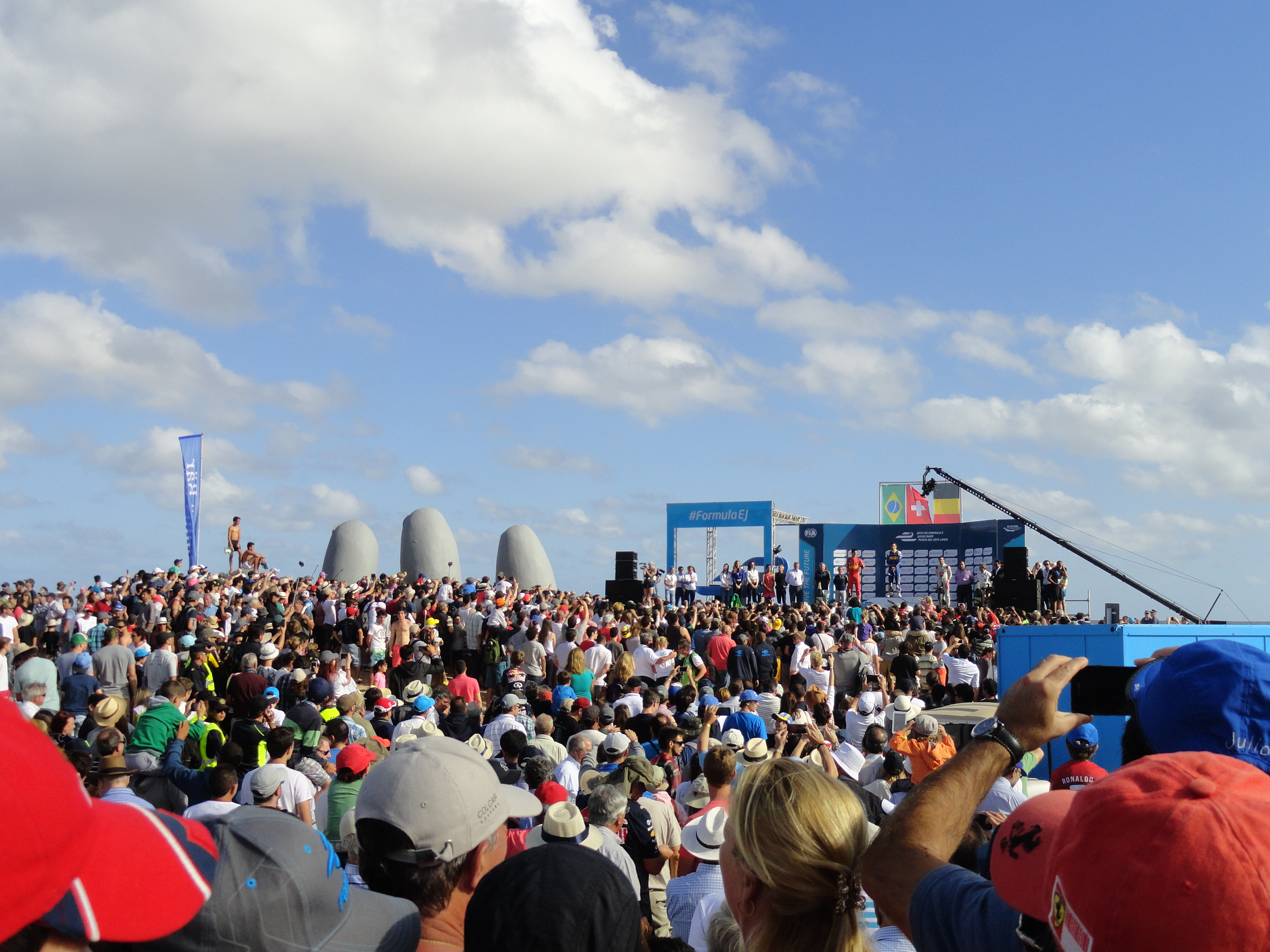
Podio del ePrix de Punta del Este 2015